# Оскудно крварење (менструација)
Оскудно крварење, тачкасто крварење или мрљасто крварење (енг. Spotting)  је свако крварење из роднице (вагине) које није последица месечног циклуса жене. Неке жене ово лагано крварење пре и после менструације назива мрљама крви. Како већина жене прати своје менструалне циклусе најчешће и зна  шта је нормално за њихова тела, што значи да обично могу да разликују оскудно крварење и редовно крварење.

## Менструално крварење
Менструално крварење се јавља отприлике сваких 28 дана код жена које нису трудне. Сваког месеца, слузокожа материце се згусне како би се припремила за трудноћу. Ако жена не затрудни, материца одбацује своју слузокожу, изазивајући месечну менструацију.
Неке карактеристике менструалног крварења укључују:
- Редован распоред са различитом дужином периода између менструација који се разликују међу женама, док већина жена има менструацију отприлике у исто време сваког месеца.
- Предвидљиви образац крварења  по коме свака жене прати сопствени образац. крварења За многе жене, месечна менструација почиње благим мрљама, постаје тежа дан или два, а затим постепено постаје лакша, завршавајући се мрљама.
- Време проведено без крварења код неких жене са хормонским дисбалансом или здравственим проблемима могу се јавиити током целог месеца. Менструације обично трају 5-7 дана, а никада не трају цео месец.
- Менструално крварење је често праћено другим симптомима : недељу дана пре менструације, промене у хормонима могу изазвати симптоме, као што су осетљивост дојки и главобоља . Како се материца скупља да би избацила слузокожу материце као крв, неке жене доживљавају грчеве који могу бити од благих до интензивних.
- Менструална крв је обично црвена, мада боја може помоћи у разликовању менструације од мрља, иако крв може бити смеђа на почетку или на крају менструације. Код неких жена јављају се велики угрушци или низове крви у њиховим месечним циклусом, што је мање уобичајено код оскудног (мрљастог или тачкастог крварења).

## Карактеристике
Неке карактеристике оскудног (мрљастог или тачкастог крварења) укључују:
- Неправилан тајминг - у коме жене могу уочити један дан, престанак крварење и почетак поновог крварења, док неке жене имају повремене оскудно (мрљасто или тачкасто) крварење током месеца.
- Повезано са предвидљивим догађајима менструалног циклуса - необјашњиво  оскудно (мрљасто или тачкасто) крварење које је често нередовно. Али оскудно (мрљасто или тачкасто) крварење се такође може појавити уз овулацију . Неке жене доживљавају дан или два оскудно (мрљасто или тачкасто) крварење сваког месеца.
- Може бити повезано са повредама или другим симптомима - што укључује бол у стомаку.
- Често другачија боја од нормалног менструалног периода код жене - жене примећују смеђу крв. Други сматрају да је крв од оскудног (мрљастог или тачкастог) крварење светлија, другачије текстуре или чудног мириса.
- Може бити повезано са хормонским лековима за контролу рађања - нарочито на почетки нове хормонске контроле рађања, када се може променити количина и време крварења.

## Етиологија
Неки од најчешћих разлога због којих жене имају оскудно (мрљасто или тачкасто) крварењеукључују:

### Овулација
Када јајници отпусте јаје током овулације, мали фоликул пукне да би омогућио јајет да из њега изађе. Код неких жена, ово узрокује  оскудно (мрљасто или тачкасто) крварење које траје један дан. Неколико дана пре почетка овулације може доћи до изненадних болова у доњем десном или левом делу трбуха.
Овулација се јавља средином циклуса и никада није тешка. Ретко, може бити праћен лаким грчевима који могу трајати од неколико сати до једног дана.

### Фиброиди или полипи материце
Фиброиди и полипи материце су неканцерозне израслине у материци. Међутим, могу нарасти прилично велике и могу изазвати бол и друге симптоме.
Многе жене са фиброидима или полипима имају неправилна крварења између менструација. Одређене врсте оскудног (мрљастог или тачкастог) крварења такође могу сигнализирати присуство ових израслина у материци. Ово укључује оскудно (мрљасто или тачкасто) крварење које траје неколико циклуса, или које је праћено:
- болом у карлици
- потешкоћама са плодношћу
- нередовним менструацијама

### Имплантацијско крварење
Отприлике недељу дана након што сперматозоид оплоди јајну ћелију, она се мора имплантирати у материцу. Понекад то узрокује лагано крварење познато као имплантацијско крварење.
Крварење обично траје само дан или два и јавља се око недељу дана након овулације. То се обично дешава око недељу или две пре него што жена треба да добије менструацију.

### Хормонски контрацептиви
Хормонски контрацептиви, укључујући пилуле за контролу рађања и хормонске инјекције и импланти, могу изазвати оскудно (мрљасто или тачкасто) крварење. Мрље су посебно честе у првих неколико месеци, пошто се хормони тела прилагођавају контрацептивима.
Оскудно (мрљасто или тачкасто) крварење се може мењати током времена, јављати се повремено или пратити предвидљив образац. Ако се оскудно (мрљасто или тачкасто) крварење појави неколико месеци након узимања контрацепције, без претходног појављивања крви, то може указивати на основни проблем и жена треба да посети свог лекара.

### Дојење
Дојење потискује овулацију, посебно ако је беба искључиво дојена. Важно је знати да ће овулација наступити око 2 недеље пре прве менструације, тако да је могуће да ђена затрудни током дојења.
Међутим, многе жене које доје доживљавају оскудно (мрљасто или тачкасто) крварење, које изазивају хормонске промене повезане са дојењем.
Хормонске промене које се дешавају док се тело припрема за овулацију по први пут након порођаја такође могу изазвати појаву оскудног (мрљастог или тачкастог) крварења.

### Повреде
Повреда роднице (вагине), грлића материце или материце може изазвати абнормално крварење. Груби сексуални однос или ПАП тест , на пример, могу иритирати грлић материце или вагинално ткиво и изазвати крварење.
Ако је крварење мање и није праћено болом, обично је добро видети да ли нестаје. Међутим, необјашњиво крварење које је тешко или праћено болом може захтевати хитну медицинску помоћ.

### Побачај
Отприлике половина жена које доживе крварење током трудноће имаће побачај. У неким случајевима, крварење је први знак да је жена трудна. Веома рани побачаји се чак могу погрешно сматрати неуобичајено јаким менструацијама.

### Полно преносиве инфекције
Неке полно преносиве инфекције  могу изазвати абнормално крварење из материце које изгледа као оскудно (мрљасто или тачкасто) крварење. Гонореја је уобичајени кривац, а такође може изазвати необичан исцедак или пецкање током мокрења.
Инфламаторна болест карлице (ПИД) је врста хроничне упале карлице узроковане инфекцијом. Жене са ПИД могу доживети неплодност ако се симптоми не лече. ПИД често изазива оскудно (мрљасто или тачкасто) крварење посебно након сексуалног односа. Такође може изазвати бол у карлици.

### Рак
Иако ретко, оскудно (мрљасто или тачкасто) крварење може бити симптом рака, у начелу само ови типови карцинома  могу изазвати  оскудно (мрљасто или тачкасто) крварење:
- рак роднице (вагине)
- рак грлића материце
- рак материце
- рак јајника

Оскудно (мрљасто или тачкасто) крварење је често праћено болом и другим симптомима и може трајати неколико месеци. Симптоми се могу побољшати, а затим погоршати, или се прогресивно погоршати.
Жене које су прошле менопаузу или које имају породичну историју ових карцинома су под повећаним ризиком. Никада није нормално да жене у постменопаузи доживе крварење из роднице.